# Mount Kirkpatrick
Mount Kirkpatrick är ett högt och ofta isfritt berg i bergskedjan Queen Alexandra Range i Antarktis. Mount Kirkpatrick ligger cirka 8 kilometer väster om Mount Dickerson, Mount Kirkpatrick är det högsta berget i bergskedjan. Berget upptäcktes av British Antarctic Expedition (1907–09), Mount Kirkpatrick är namngivet efter en affärsman i Glasgow, som var en av de största sponsorerna för expeditionen. Mount Kilpatrick är ett alternativt namn till berget.

## Mount Kirkpatrick som fossil fyndplats
Mount Kirkpatrick är en av de största fossila fyndplatserna på Antarktis. Eftersom Antarktis var varmare förr och hade skogar kunde många dinosaurier leva där. Under denna period satt Antarktis fast i den gigantiska kontinenten Pangea.